# Alessandro Valerio
Alessandro Valerio (Milano, 18 maggio 1881 – Milano, 28 maggio 1955) è stato un cavaliere e militare italiano.

## Biografia
Apparteneva al gruppo di cavalieri che diffusero il sistema di equitazione naturale ideato da Caprilli. Come ufficiale del Reggimento Artiglieria a Cavallo conquistò la medaglia d'argento alle spalle di Tommaso Lequio di Assaba alle Olimpiadi di Anversa del 1920 nel gran premio nazioni individuale (Sport equestri), montando il cavallo Cento.
Prima delle olimpiadi e prima della guerra 1915/1918 venne chiamato dallo Zar di Russia  per insegnare il metodo Capriili .
Venne poi mandato in America per comprare cavalli per l'esercito. Riposa al Cimitero Monumentale di Milano nell'edicola di famiglia, assieme al progettista dello stadio di San Siro ingegner Giulio Valerio.